# Motodrama
Motodrama – polski film komediowy z 1971 roku w reżyserii Andrzeja Konica. 

## O filmie
Komedia o sportowcu „mimo woli”, który niechcący staje się gwiazdą sportów motorowych.
Plenery: serpentyny w Jedlinie-Zdroju, droga do Olszyńca, Wrocław (tor żużlowy na Stadionie Olimpijskim przy alei Ignacego Paderewskiego 35), stacja paliw przy węźle autostradowym Bielany Wrocławskie.

## Obsada[1][2]
- Jacek Fedorowicz − Jacek, urzędnik pocztowy
- Krystyna Sienkiewicz − Krysia, sekretarka klubu sportowego, narzeczona Jacka
- Krystyna Borowicz — Gracja
- Iga Cembrzyńska — przedstawicielka zagranicznego koncernu „Kiwasake”
- Roman Kłosowski — Prezes Federacji
- Artur Młodnicki — starszy pan
- Kazimierz Wichniarz — szef sportów motorowych
- Jerzy Dobrowolski — prezes klubu motocyklowego
- Bohdan Łazuka — pilot Wyskrobek / członek zespołu "Patagonia" / Pan „podobny” / Milicjant
- Zdzisław Maklakiewicz — dziennikarz "Głosu Sportu"
- Marek Perepeczko — ciężarowiec Niuniek
- Ewa Szykulska⁠ — Ewka, kolekcjonerka autografów
- Jolanta Zykun – Jolka, kolekcjonerka autografów

## Informacje dodatkowe
- Dublerami Jacka Fedorowicza podczas scen jazdy na motocyklu byli zawodnicy z wrocławskich klubów sportowych.
- Film kręcono między innymi na torach żużlowych wrocławskich klubów sportowych „Śląsk” i „Sparta” podczas Finałów Indywidualnych Mistrzostw Świata na Żużlu we Wrocławiu w 1970 roku, a także na trasie Międzynarodowego Rajdu Polski na Dolnym Śląsku.